# Міжнародна Громадська Служба (Service Civil International)
Міжнародна Громадська Служба (SCI www.sciint.org [Архівовано 12 травня 2008 у Wayback Machine.]) — міжнародна неурядова волонтерська спільнота, мирний рух з 43 філіями та групами по всьому світі. Організацію було засновано 1920 року швейцарським інженером Pierre Cérésole. Цю організацію знають як Інтернаціональна Волонтерська Служба.

## Цілі

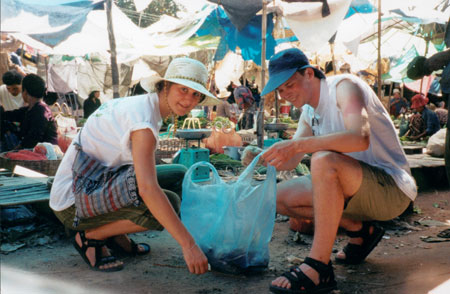
Прибирання базару у Камбоджі

- Волонтерство (добровільність) — сенс дій полягає в особистому почину, без отримання матеріальної нагороди та на користь суспільству;
- Без насильства — головний принцип та спосіб;
- Людські права — повага до людей, як це зазначено в Загальній декларації прав людини;
- Солідарність (згідність) — міжнародна солідарність для справедливішого світу та солідарність між людьми на всіх рівнях;
- Повага до навколишнього середовища та до екосистеми, частиною якої ми є і від якої ми залежимо;
- Відкритість — бути відкритим для всіх осіб, які поділяють цілі та завдання руху, незалежно від статі, раси, кольору шкіри, релігії, національності, суспільного стану чи політичних поглядів та будь-яких інших можливих підстав для дискримінації;
- Надання повноважень — надати людям можливість розуміти та діяти, щоб перетворити суспільні, культурні та економічні структури, які впливають на їхнє життя на всіх рівнях;
- Співпраця з місцевими громадами, а також іншими місцевими, національними та міжнародними зацікавленими сторонами для зміцнення позитивного потенціалу в межах громадянського суспільства в цілому.

SCI вірить, що всі люди здатні жити разом із взаємоповагою та без будь-якої форми насильства для вирішення суперечок і непорозумінь. Споряджаючи міжнародні волонтерські проекти по всьому світі, організатори впевнені, що мир може бути тільки, якщо люди з різними упередженнями та культурами навчаться об'єднуватись та працювати разом.

## Історія
SCI народився від пристрасного пошуку миру відразу після Першої світової війни. Беручи участь у першій Міжнародній конференції Примирення 1920 року в Білтховені, паризький радикальний пацифіст П'єр Кересол започаткував мирний проект у Франції разом з волонтерами з різних країн.

### Від примирення до надзвичайної допомоги (1920)

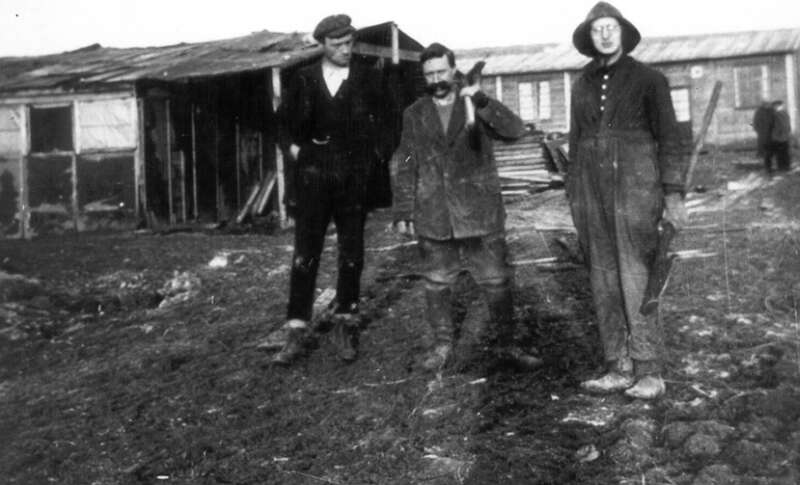
Pierre Cérésole у Вердені

Перший міжнародний work-camp ((добровільний) робочий табір) відбувся на колишньому полі бою Вердену (Франція) 1920 року з метою відбудови зруйнованого війною села Ен-ан-Аргонн і стати символом примирення між Францією та Німеччиною. Серед невеликої групи міжнародних добровольців були також троє німецьких волонтерів. Вони побудували тимчасові будинки для селян і очищали сільськогосподарські угіддя.
1924 року Керсол спорядив другий міжнародний ворк-кемп у Ліс Ормонтс (Швейцарія), який допоміг очистити сміття після лавини. Ця послуга була пропагована як типова служба для осіб, які відмовляються від військової служби з політичних чи релігійно-етичних мотивів, щоб підтримати політичну кампанію щодо впровадження альтернативної громадянської служби (особливий вид трудової діяльності в інтересах суспільства і держави, що здійснюється громадянами замість військової служби). У наступні роки було запроваджено більше служб допомоги. Найбільше було в Ліхтенштейні 1928 року, де взяли участь понад 700 добровольців з 28 країн, які очистили долину Рейну після важкої повені 1927 року.

### Розвиток суспільної відповідальності (1931)

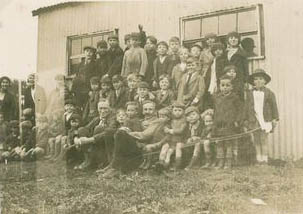
Pierre Cérésole поміж дітей у Брінмаврі

У першому десятилітті SCI ворк-кемпи використовувались для допомоги регіонів, що постраждали від стихійних лих. 1931 року задум SCI розвивався, а концепція ворк-кемпів з міжнародними добровольцями застосовувалася і в інших галузях суспільної відповідальності:
- Розвиток громади: протягом економічної кризи вуглевидобувної промисловості Уельсу було споряджено ворк-кемп, щоб відновити впевненість у нещасному уельському мікрорайоні Брінмавр. Добровольці та безробітні чоловіки побудували плавальний басейн і схему громадського парку.
- Розвиток допомоги: 1931 року Керісол познайомився з Магатмою Ґанді, який запросив його привезти SCI до Індії. 1934 року він поїхав до Індії, щоб упорядити ворк-кемпи для регіону постраждалого від землетрусу Непалу-Біхар 1934 року. Цей проект був повторений у 1935 та 1936 роках. Подальший розвиток допомоги був після Другої світової війни.
- Гуманітарна допомога: 1937 року група допомоги надала гуманітарну допомогу дітям-біженцям під час Громадянської війни в Іспанії (1936—1939). Служби евакуації та розподілу продуктів харчування та одягу були проведені у частині Іспанської Республіки. Через двадцять років гуманітарна допомога була надана сиротам війни в Тунісі під час Алжирської війни (1958—1962). Окрім цих двох проектів, гуманітарна допомога ніколи не мала жодного подальшого значення в SCI.

### Міжнародна організація (1948)
Починаючи з 1920, SCI влаштовувала ворк-кемпи та активності з неофіційною структурою у Франції, Швейцарії, Великій Британії, Індії та інших країнах. Міжнародна спілка SCI бранчів з міжнародним секретаріатом була заснована у Парижі після Другої Світової Війни. Так задум ворк-кемпів був поширений до інших країн. Упорядження обміну волонтерів та ворк-кемпів було покращено (введено страхування волонтерів). Кількість ворк-кемпів та волонтерів значно зросла:
- 1947: 46 ворк-кемпів у 9 країнах
- 1968: 298 ворк-кемпів у 24 країнах.

Кількість бранчів також зросла. У 60-х були створені координаційні структури для Африки, Азії та Европи.

### Північ-Південь та Розвиток Допомоги (1950)
1950 року SCI було запрошено Індією, яка нещодавно стала незалежною, для здійснення будівництва домівок для біженців у Фаридабаді (Індія). Невелика група міжнародних волонтерів змогла набрати багато місцевих волонтерів. Сутичка між Індією та Пакистаном надихнула їх упорядити ворк-кемпи у Пакистані з 1951 року. Як наслідок, в Азії було створено кілька місцевих осередків та груп SCI.
Зіткнувшись із величезною бідністю в нещасливих регіонах Європи, Азії та Африки, SCI розпочала розробку програми допомоги у галузі розвитку та набору кваліфікованих добровольців. Найбільша програма розвитку була в провінції Тлемсен, Західний Алжир, після Алжирської війни 1954—1962 років. Сімоне Таннер Чамет працювала в Алжирі як SCI волонтер. З 1962 по 1968 рр. SCI перебудувала село Бені Хаму, створила медичне обслуговування та розвиток громади, такий як початкове навчання для району Себдоу.

### Захід-Схід (1955)
Незважаючи на Холодну війну, SCI шукав для обміну «Східний блок». Будучи некомуністичним товариством, волонтери SCI взяли участь у 5-му Всеукраїнському молодіжному фестивалі у Варшаві (Польща) 1955 року. З того часу ворк-кемпи були споряджені спільно зі соціалістичною волонтерською спільнотою в Польщі (1955), Німеччині (1956 р.), СРСР (1958 р.), Угорщини (1964 р.), Чехословаччини (1964 р.) та Болгарії (1981 р.). Ці контакти були посилені в 70-ті роки. 1972 року SCI створила комісію Схід-Захід, щоб полегшити обмін добровольцями та покращити співпрацю з партнерськими організаціями в соціалістичних країнах. З політичними змінами у Східній Європі нові заходи SCI почалися з 1990 року.

### Переорієнтація (1969)
Під час семінарів, ворк-шопів та зустрічей, проведених з 1969 р., було розглянуто політичні наслідки SCI у суспільстві. Як наслідок, SCI відмовляється від підходу до розвитку, як однієї з головних цілей ворк-кемпів. Підвищення суспільної та політичної свідомості за допомогою міжнародних добровольців та їх участі в більшості заходів SCI. Зокрема Північ-Південь переорієнтується на концепцію розвитку освіти та солідарності. Приклади декількох міжнародних кампаній (1985—1992 роки) за незалежність Намібії були споряджені, після чого відбулася міжнародна кампанія з біженців (1994—1997).
Переорієнтація призвела до подальшої стандартизації міжнародного обміну волонтерів. Наприкінці 1970-х років була впроваджена децентралізована система волонтерів для ворк-кемпів, а обмін на Північ-Південь та Схід-Захід був централізований європейською та міжнародною координацією SCI.

### Міжнародні робочі групи (1997)
З переорієнтацією 1970 року, SCI перетворив своє утворення з міжнародними та регіональними секретаріатами на міжнародну координаційну діяльність з робочими групами, орієнтуючись на певний регіон або регіон інтересів. 1997 року основні конституційні зміни ввели статус робочих груп, які сьогодні схвалюються щороку. Регіональні робочі групи існують для Африки, Азії та Латинської Америки (Аба Яла) та Південно-Східної Європи (САВА). Інші робочі групи зосередили увагу на наступних темах:
- Імміграція та біженці (з 1970 року), наприклад, Європейський центр імміграції
- Обмін Схід-Захід (з 1972 р.), такий як «Група дій у Європі» (GATE)
- Гендерна проблема (з 1983 р.), така як WIN
- Сумлінне заперечення (1984—1990)
- Молодь та безробіття (з 1985 року) ЮНР
- Північно-Південна біржа (з 1987 року): така як SEED
- Довгострокове волонтерство (з 1989 року): такі, як LTRC
- Екологічні проблеми (з 1998 року)
- Права людини (з 1998 року)

## Список SCI бранчів та груп
SCI поділяється на повних членів з статусом філій та  членів з статусом групи. Міжнародний комітет SCI приймає рішення про статус на основі національної конституції, організації та інфраструктури її членів. Національні підрозділи можуть мати свої власні назви, в яких вони вказують «галузь SCI» у своїх документах. У наступних таблицях наведено огляд усіх галузей та груп SCI. Початок діяльності часто називається першим ворк-кемпом, організованим спільно з SCI або у співпраці з ним.
| Материк           | Країна                  | Організація                                                                      | Початок роботи | Бранч з | Примітка   |
| ----------------- | ----------------------- | -------------------------------------------------------------------------------- | -------------- | ------- | ---------- |
| Африка            | Алжир                   | SCI Algeria                                                                      | 1948           | 1952    |            |
|                   | Маурікій                | SVI Mauritius                                                                    | 1960           | 1981    |            |
|                   | Нігерія                 | VWAN Nigeria                                                                     | 1963           | (2009)  | SCI Group  |
| Азія              | Бангладеш               | SCI Bangladesh                                                                   | 1962           | 1972    |            |
|                   | ГонКонг (Китай)         | SCI Hong Kong [Архівовано 19 березня 2018 у Wayback Machine.]                    | 2006           | (2011)  | SCI Group  |
|                   | Індія                   | SCI India [Архівовано 28 квітня 2019 у Wayback Machine.]                         | 1934           | 1956    |            |
|                   | Японія                  | SCI Japan [Архівовано 23 березня 2018 у Wayback Machine.]                        | 1958           | 1964    |            |
|                   | Йорданія                | Bridge of Peace                                                                  |                | (2011)  |            |
|                   | Малайзія                | SCI Malaysia [Архівовано 22 березня 2018 у Wayback Machine.]                     | 1964           | 1992    | SCI Group  |
|                   | Непал                   | SCI Nepal [Архівовано 9 серпня 2018 у Wayback Machine.]                          | 1961           | 1994    |            |
|                   | Пакистан                | SCI Pakistan [Архівовано 22 березня 2018 у Wayback Machine.]                     | 1951           | 1997    | SCI Group  |
|                   | Південна Корея          | SCI South Korea [Архівовано 23 березня 2018 у Wayback Machine.]                  | 1965           | ?       |            |
|                   | Шрі-Ланка               | SCI Sri Lanka                                                                    | 1960           | 1944    |            |
| Австралія         | Австралія               | IVP Australia [Архівовано 23 березня 2018 у Wayback Machine.]                    | 1988           | (2013)  | SCI Branch |
| Европа            | Албанія                 | PVN Albania [Архівовано 23 березня 2018 у Wayback Machine.]                      | 2005           | (2009)  | SCI Group  |
|                   | Австрія                 | SCI Austria [Архівовано 6 липня 2018 у Wayback Machine.]                         | 1947           | 1949    |            |
|                   | Білорусія               | New Group Belarus [Архівовано 13 березня 2018 у Wayback Machine.]                | 1992           | (2000)  | SCI Group  |
|                   | Бельгія                 | SCI Belgium [Архівовано 25 березня 2018 у Wayback Machine.]                      | 1947           | 1948    |            |
|                   |                         | VIA Belgium [Архівовано 22 березня 2018 у Wayback Machine.]                      | 1946           | 1977    |            |
|                   | Болгарія                | CVS Bulgaria [Архівовано 18 червня 2015 у Wayback Machine.]                      | 1974           | 2004    |            |
|                   | Хорватія                | VCZ Croatia [Архівовано 22 березня 2018 у Wayback Machine.]                      | 1964           | 2007    |            |
|                   | Данія                   |                                                                                  | 1948           | 1954    |            |
|                   | Фінляндія               | KVT Finland [Архівовано 23 березня 2018 у Wayback Machine.]                      | 1947           | 1981    |            |
|                   | Франція                 | SCI France [Архівовано 11 березня 2018 у Wayback Machine.]                       | 1920           | 1936    |            |
|                   | Німеччина               | SCI Germany [Архівовано 24 березня 2018 у Wayback Machine.]                      | 1946           | 1948    |            |
|                   | Велика Британія         | International Voluntary Service [Архівовано 24 березня 2018 у Wayback Machine.]  | 1931           | 1948    |            |
|                   | Греція                  | SCI Hellas [Архівовано 25 березня 2018 у Wayback Machine.]                       | 1944           | 1992    |            |
|                   | Угорщина                | Utilapu Hungary [Архівовано 23 березня 2018 у Wayback Machine.]                  | 1966           | 2002    |            |
|                   | Ірландія                | VSI Ireland [Архівовано 14 листопада 2017 у Wayback Machine.]                    | 1965           | 1973    |            |
|                   | Італія                  | SCI Italy [Архівовано 24 березня 2018 у Wayback Machine.]                        | 1945           | 1948    |            |
|                   | Косово                  | Gaia [Архівовано 22 березня 2018 у Wayback Machine.]                             | 2010           | 2014    | SCI Branch |
|                   | Македонія               | Center for Intercultural Dialogue [Архівовано 18 червня 2015 у Wayback Machine.] | 2006           | 2011    | SCI Group  |
|                   | Молдова                 | AVI Moldova [Архівовано 26 січня 2021 у Wayback Machine.]                        | 1962           | 2004    | SCI Group  |
|                   | Нідерланди              | VIA Netherlands [Архівовано 23 березня 2018 у Wayback Machine.]                  | 1941           | 1948    |            |
|                   | Північна Ірландія       | IVS Northern Ireland                                                             | 1972           | 1987    |            |
|                   | Норвегія                | ID Norway [Архівовано 22 березня 2018 у Wayback Machine.]                        | 1939           | 1948    |            |
|                   | Польща                  | OWA Poland [Архівовано 23 березня 2018 у Wayback Machine.]                       | 1947           | 1999    |            |
|                   | Румунія                 | SCI Romania [Архівовано 23 березня 2018 у Wayback Machine.]                      | 1991           | 1998    |            |
|                   | Сербія                  | VCV Serbia [Архівовано 23 березня 2018 у Wayback Machine.]                       | 2004           | 2008    |            |
|                   | Словенія                | Voluntariat SCI Slovenia [Архівовано 22 березня 2018 у Wayback Machine.]         | 1963           | 1998    |            |
|                   | Іспанія                 | SCI Catalonia [Архівовано 23 березня 2018 у Wayback Machine.]                    | 1982           | 1989    |            |
|                   |                         | SCI Madrid                                                                       | 1937           | 2001    |            |
|                   | Швеція                  | IAL Sweden [Архівовано 23 березня 2018 у Wayback Machine.]                       | 1936           | 1969    |            |
|                   | Швейцарія               | SCI Switzerland [Архівовано 19 березня 2018 у Wayback Machine.]                  | 1924           | 1948    |            |
|                   | Україна                 | SVIT Ukraine                                                                     | 2000           | 2009    |            |
|                   | Словаччина              | INEX Slovakia [Архівовано 23 березня 2018 у Wayback Machine.]                    | 1993           | ?       |            |
| Латинська Америка | Бразилія                | SVI Brazil [Архівовано 11 червня 2016 у Wayback Machine.]                        | 2008           | 2009    | SCI Group  |
|                   | Мексика                 | SCM Mexico [Архівовано 18 червня 2015 у Wayback Machine.]                        | ?              | 2010    |            |
| Північна Америка  | Об'єднані штати Америки | SCI-IVS USA [Архівовано 12 травня 2008 у Wayback Machine.]                       | 1956           | 1963    |            |

## Мережа

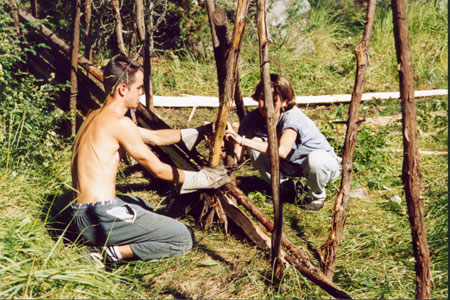
Екологічні роботи у Швеції

Організація має консультативний статус при Раді Європи, оперативні відносини з ЮНЕСКО та є членом:
- CCIVS (Coordinating Committee of International Voluntary Service Organisations)
- YFJ (Youth Forum Jeunesse)
- UNITED for Intercultural Action — європейська мережа проти націоналізму, расизму, фашизму

1987 року SCI отримала звання «Посланник миру», наданий Організацією Об'єднаних Націй, у визнанні його зусиль, спрямованих на сприяння миру та порозуміння.
Повний склад членів Європейського молодіжного форуму (YFJ), який діє в рамках Ради Європи та Європейського Союзу, тісно співпрацює з цими органами.